# Takahiro Kō
Takahiro Kō (高 宇洋?, Kō Takahiro; Kawasaki, 20 aprile 1998) è un calciatore giapponese, centrocampista dell'FC Tokyo.

## Biografia
È nato a Nakahara-ku, uno dei sette quartieri amministrativi della città di Kawasaki, da madre giapponese e padre cinese. È figlio dell'ex calciatore Gao Sheng.

## Statistiche

### Presenze e reti nei club
Statistiche aggiornate all'8 dicembre 2024.
| Stagione                | Club                    | Campionato              | Campionato | Campionato | Coppe nazionali | Coppe nazionali | Coppe nazionali | Coppe continentali | Coppe continentali | Coppe continentali | Altre coppe | Altre coppe | Altre coppe | Totale | Totale |
| Stagione                | Club                    | Comp                    | Pres       | Reti       | Comp            | Pres            | Reti            | Comp               | Pres               | Reti               | Comp        | Pres        | Reti        | Pres   | Reti   |
| ----------------------- | ----------------------- | ----------------------- | ---------- | ---------- | --------------- | --------------- | --------------- | ------------------ | ------------------ | ------------------ | ----------- | ----------- | ----------- | ------ | ------ |
| 2017                    | Gamba Osaka U-23        | J3                      | 28         | 0          | -               | -               | -               | -                  | -                  | -                  | -           | -           | -           | 28     | 0      |
| 2018                    | Gamba Osaka U-23        | J3                      | 20         | 3          | -               | -               | -               | -                  | -                  | -                  | -           | -           | -           | 20     | 3      |
| 2019                    | Gamba Osaka U-23        | J3                      | 3          | 0          | -               | -               | -               | -                  | -                  | -                  | -           | -           | -           | 3      | 0      |
| Totale Gamba Osaka U-23 | Totale Gamba Osaka U-23 | Totale Gamba Osaka U-23 | 51         | 3          |                 | -               | -               |                    | -                  | -                  |             | -           | -           | 51     | 3      |
| 2017                    | Gamba Osaka             | J1                      | 0          | 0          | CG+CdL          | 0               | 0               | ACL                | 0                  | 0                  | -           | -           | -           | 0      | 0      |
| 2018                    | Gamba Osaka             | J1                      | 12         | 0          | CG+CdL          | 0+1             | 0               | -                  | -                  | -                  | -           | -           | -           | 13     | 0      |
| gen.-ago. 2019          | Gamba Osaka             | J1                      | 6          | 0          | CG+CdL          | 0+6             | 0               | -                  | -                  | -                  | -           | -           | -           | 12     | 0      |
| Totale Gamba Osaka      | Totale Gamba Osaka      | Totale Gamba Osaka      | 18         | 0          |                 | 7               | 0               |                    | 0                  | 0                  |             | -           | -           | 25     | 0      |
| ago.-dic. 2019          | Renofa Yamaguchi        | J2                      | 12         | 0          | -               | -               | -               | -                  | -                  | -                  | -           | -           | -           | 12     | 0      |
| 2020                    | Renofa Yamaguchi        | J2                      | 41         | 1          | -               | -               | -               | -                  | -                  | -                  | -           | -           | -           | 41     | 1      |
| Totale Renofa Yamaguchi | Totale Renofa Yamaguchi | Totale Renofa Yamaguchi | 53         | 1          |                 | -               | -               |                    | -                  | -                  |             | -           | -           | 53     | 1      |
| 2021                    | Albirex Niigata         | J2                      | 41         | 1          | CG              | 2               | 0               | -                  | -                  | -                  | -           | -           | -           | 43     | 1      |
| 2022                    | Albirex Niigata         | J2                      | 39         | 1          | CG              | 0               | 0               | -                  | -                  | -                  | -           | -           | -           | 39     | 1      |
| 2023                    | Albirex Niigata         | J1                      | 31         | 1          | CG+CdL          | 2+2             | 0               | -                  | -                  | -                  | -           | -           | -           | 35     | 1      |
| Totale Albirex Niigata  | Totale Albirex Niigata  | Totale Albirex Niigata  | 111        | 3          |                 | 6               | 0               |                    | -                  | -                  |             | -           | -           | 117    | 3      |
| 2024                    | FC Tokyo                | J1                      | 35         | 3          | CG+CdL          | 1+3             | 0               | -                  | -                  | -                  | -           | -           | -           | 39     | 3      |
| 2025                    | FC Tokyo                | J1                      | 0          | 0          | CG+CdL          | 0               | 0               | -                  | -                  | -                  | -           | -           | -           | 0      | 0      |
| Totale FC Tokyo         | Totale FC Tokyo         | Totale FC Tokyo         | 35         | 3          |                 | 4               | 0               |                    | -                  | -                  |             | -           | -           | 39     | 3      |
| Totale carriera         | Totale carriera         | Totale carriera         | 268        | 10         |                 | 17              | 0               |                    | 0                  | 0                  |             | -           | -           | 285    | 10     |

## Palmarès

### Club

#### Competizioni nazionali
- J2 League: 1

Albirex Niigata: 2022